# Première Ligue de Soccer du Québec 2012
La Première Ligue de Soccer du Québec 2012 è stata la prima edizione della Première Ligue de Soccer du Québec, un nuovo campionato di terza divisione canadese. Alla prima edizione partecipano cinque squadre.

## Formula
Il campionato è composto da 5 squadre, che si affrontano in un doppio girone all'italiana, ovvero ogni squadra incontra tutte le altre quattro volte, due in casa e due in trasferta. La squadra che ottiene più punti al termine della stagione regolare viene dichiarata campione. Non esiste un meccanismo di promozioni e retrocessioni con altri campionati.

## Partecipanti
| Squadra       | Città      | Regione     | Stadio                   |
| ------------- | ---------- | ----------- | ------------------------ |
| Blainville    | Blainville | Laurentides | Stade du Parc Blainville |
| Boisbriand    | Boisbriand | Laurentides | Parc Régional 640        |
| Brossard      | Brossard   | Montérégie  | Terrain Illinois         |
| L'Assomption  | Terrebonne | Lanaudière  | Stade André-Courcelles   |
| Saint-Léonard | Montréal   | Montréal    | Stade Hébert             |

## Classifica
Aggiornato al 21 ottobre 2012.
|  | Pos. | Squadra       | Pt | G  | V | N | P | GF | GS | DR |
|  | ---- | ------------- | -- | -- | - | - | - | -- | -- | -- |
|  | 1.   | Saint-Léonard | 28 | 16 | 8 | 4 | 4 | 34 | 25 | +9 |
|  | 2.   | L'Assomption  | 25 | 16 | 7 | 4 | 5 | 34 | 26 | +8 |
|  | 3.   | Blainville    | 20 | 16 | 6 | 2 | 8 | 26 | 35 | -9 |
|  | 4.   | Brossard      | 19 | 16 | 5 | 4 | 7 | 26 | 28 | -2 |
|  | 5.   | Boisbriand    | 18 | 16 | 4 | 6 | 6 | 22 | 28 | -6 |

## Statistiche

### Squadre

#### Primati stagionali
Aggiornati al 21 ottobre 2012.
Squadre
- Maggior numero di vittorie: Saint-Léonard (8)
- Maggior numero di pareggi: Boisbriand (6)
- Maggior numero di sconfitte: Blainville (8)
- Minor numero di vittorie: Boisbriand (4)
- Minor numero di pareggi: Blainville (2)
- Minor numero di sconfitte: Saint-Léonard (4)
- Miglior attacco: Saint-Léonard, L'Assomption (34 gol fatti)
- Peggior attacco: Boisbriand (22 gol fatto)
- Miglior difesa: Saint-Léonard (25 gol subiti)
- Peggior difesa: Blainville (35 gol subiti)
- Miglior differenza reti: Saint-Léonard (+9)
- Peggior differenza reti: Blainville (-9)

### Individuali

#### Classifica marcatori
| Gol | Rigori |  | Giocatore        | Squadra       |
| --- | ------ |  | ---------------- | ------------- |
| 16  |        |  | Frederico Moojen | L'Assomption  |
| 10  |        |  | Luka Makita      | Saint-Léonard |
| 8   |        |  | Simon Beaulieu   | Blainville    |
| 7   |        |  | Rocco Placentino | Saint-Léonard |
| 6   |        |  | Cédric Carrié    | Brossard      |
| 6   |        |  | Armel Dagrou     | Brossard      |
| 6   |        |  | Camillo Trujillo | Boisbriand    |